# Božidar Kraev
Božidar Bojkov Kraev (in bulgaro Божидар Бойков Краев?; traslitterazione anglosassone: Bozhidar Kraev; Vraca, 23 giugno 1997) è un calciatore bulgaro, centrocampista del Western Sydney.

## Biografia
Figlio d'arte, anche il padre, Bojko, è stato un calciatore professionista. Pure suo fratello Andrian è un calciatore.

## Caratteristiche tecniche
Trequartista, può giocare anche come ala sinistra. È considerato uno dei più grandi talenti del calcio bulgaro.

## Carriera

### Club
Nel 2008 approda in Spagna, andando a giocare nel settore giovanile del Vilafranca che prende il nome di Hristo Stoichkov: resta lì due anni, prima di tornare in patria.  A 15 anni approda nel vivaio del Levski Sofia, esordendo nella massima serie bulgara a soli 17 anni. Nel dicembre del 2014, a pochi mesi dall'esordio, il Levski Sofia lo blinda facendogli firmare un triennale.
Il 19 luglio 2014 debutta in campionato contro il Lokomotiv Plovdiv (1-1); nel corso della stagione si guadagna un posto da titolare nel centrocampo del Levski Sofia, trovando il primo gol in squadra il 27 febbraio 2015 contro l'Haskovo (8-0). Nelle ultime giornate di campionato, il 26 maggio successivo, firma una tripletta contro il Marek Dupnica (6-0).
Il 9 aprile 2017 segna un poker di reti ai danni del Lokomotiv Plovdiv (5-0). A giugno 2017 passa ai danesi del Midtjylland in prestito con diritto di riscatto dal Levski Sofia. Esordisce con la sua nuova maglia il 29 giugno 2017 in Europa League segnando anche un gol.
Nel 2021 trascorre un periodo in prestito al Futebol Clube Famalicão, in Portogallo, prima di tornare al Midtjylland, dove non trova più spazio.
Nel 2022 si trasferisce nella A-League australiana con la squadra neozelandese del Wellington Phoenix. Nel 2024 firma con il Western Sydney Wanderers Football Club.

### Nazionale
Ha giocato nelle nazionali giovanili bulgare Under-17, Under-19, Under-21 ed Under-23.
Debutta con la nazionale maggiore bulgara il 25 marzo 2017 nella gara vinta per 2-0 contro l'Olanda, valida per le qualificazioni ai Mondiali 2018 in Russia.
Il 6 settembre 2018 segna una doppietta contro la Slovenia in Nations League, si tratta dei suoi primi gol in nazionale.
Il 20 marzo 2025 torna in campo con la Bulgaria a quasi quattro anni di distanza dalla sua ultima presenza.

## Statistiche

### Presenze e reti nei club
Statistiche aggiornate al 27 dicembre 2024.
| Stagione                  | Squadra                   | Campionato                | Campionato | Campionato | Coppe nazionali | Coppe nazionali | Coppe nazionali | Coppe continentali | Coppe continentali | Coppe continentali | Altre coppe | Altre coppe | Altre coppe | Totale | Totale |
| Stagione                  | Squadra                   | Comp                      | Pres       | Reti       | Comp            | Pres            | Reti            | Comp               | Pres               | Reti               | Comp        | Pres        | Reti        | Pres   | Reti   |
| ------------------------- | ------------------------- | ------------------------- | ---------- | ---------- | --------------- | --------------- | --------------- | ------------------ | ------------------ | ------------------ | ----------- | ----------- | ----------- | ------ | ------ |
| 2014-2015                 | Levski Sofia              | A-PFG                     | 11+8       | 1+5        | CB              | 8               | 3               | -                  | -                  | -                  | -           | -           | -           | 27     | 9      |
| 2015-2016                 | Levski Sofia              | A-PFG                     | 29         | 5          | CB              | 2               | 2               | -                  | -                  | -                  | -           | -           | -           | 31     | 7      |
| 2016-2017                 | Levski Sofia              | A-PFG                     | 24+10+1    | 4+6+1      | CB              | 1               | 0               | UEL                | 0                  | 0                  | -           | -           | -           | 36     | 11     |
| Totale Levski Sofia       | Totale Levski Sofia       | Totale Levski Sofia       | 83         | 22         |                 | 11              | 5               |                    | 0                  | 0                  | -           | -           | -           | 94     | 27     |
| 2017-2018                 | Midtjylland               | SL                        | 9+8        | 0+1        | CD              | 2               | 3               | UEL                | 3                  | 1                  | -           | -           | -           | 22     | 5      |
| 2018-2019                 | Midtjylland               | SL                        | 11+1       | 0          | CD              | 2               | 0               | UCL+UEL            | 0+1                | 0                  | -           | -           | -           | 15     | 0      |
| 2019-2020                 | Gil Vicente               | PL                        | 32         | 8          | CP+CdL          | 2+2             | 0+1             | -                  | -                  | -                  | -           | -           | -           | 36     | 9      |
| 2020-gen. 2021            | Midtjylland               | SL                        | 9          | 1          | CD              | 0               | 0               | UEL                | 7                  | 0                  | -           | -           | -           | 16     | 1      |
| gen.-giu. 2021            | Famalicão                 | PL                        | 14         | 1          | CP+CA           | -               | -               | -                  | -                  | -                  | -           | -           | -           | 14     | 1      |
| 2021-2022                 | Midtjylland               | AL                        | 0          | 0          | CA              | 1               | 0               | UCL+UEL+UECL       | 0                  | 0                  | -           | -           | -           | 1      | 0      |
| Totale Midtjylland        | Totale Midtjylland        | Totale Midtjylland        | 29+9       | 1+1        |                 | 5               | 3               |                    | 11                 | 1                  | -           | -           | -           | 54     | 6      |
| 2022-2023                 | Wellington Phoenix        | AL                        | 25+1       | 7+0        | CA              | 3               | 1               | -                  | -                  | -                  | -           | -           | -           | 29     | 8      |
| 2023-2024                 | Wellington Phoenix        | AL                        | 26+2       | 6+0        | CA              | 2               | 0               | -                  | -                  | -                  | -           | -           | -           | 30     | 6      |
| Totale Wellington Phoenix | Totale Wellington Phoenix | Totale Wellington Phoenix | 51+3       | 13+0       |                 | 5               | 1               |                    | -                  | -                  | -           | -           | -           | 59     | 14     |
| 2024-2025                 | Western Sydney            | AL                        | 9          | 3          | CA              | 1               | 0               | -                  | -                  | -                  | -           | -           | -           | 10     | 3      |
| Totale carriera           | Totale carriera           | Totale carriera           | 230        | 49         |                 | 26              | 10              |                    | 11                 | 1                  | -           | -           | -           | 267    | 60     |

### Cronologia presenze e reti in nazionale
| Cronologia completa delle presenze e delle reti in nazionale ― Bulgaria | Cronologia completa delle presenze e delle reti in nazionale ― Bulgaria | Cronologia completa delle presenze e delle reti in nazionale ― Bulgaria | Cronologia completa delle presenze e delle reti in nazionale ― Bulgaria | Cronologia completa delle presenze e delle reti in nazionale ― Bulgaria | Cronologia completa delle presenze e delle reti in nazionale ― Bulgaria | Cronologia completa delle presenze e delle reti in nazionale ― Bulgaria | Cronologia completa delle presenze e delle reti in nazionale ― Bulgaria |
| Data                                                                    | Città                                                                   | In casa                                                                 | Risultato                                                               | Ospiti                                                                  | Competizione                                                            | Reti                                                                    | Note                                                                    |
| ----------------------------------------------------------------------- | ----------------------------------------------------------------------- | ----------------------------------------------------------------------- | ----------------------------------------------------------------------- | ----------------------------------------------------------------------- | ----------------------------------------------------------------------- | ----------------------------------------------------------------------- | ----------------------------------------------------------------------- |
| 25-3-2017                                                               | Sofia                                                                   | Bulgaria                                                                | 2 – 0                                                                   | Paesi Bassi                                                             | Qual. Mondiali 2018                                                     | -                                                                       | 68’                                                                     |
| 31-8-2017                                                               | Sofia                                                                   | Bulgaria                                                                | 3 – 2                                                                   | Svezia                                                                  | Qual. Mondiali 2018                                                     | -                                                                       | 76’                                                                     |
| 7-10-2017                                                               | Sofia                                                                   | Bulgaria                                                                | 0 – 1                                                                   | Francia                                                                 | Qual. Mondiali 2018                                                     | -                                                                       | 48’ 62’                                                                 |
| 10-10-2017                                                              | Lussemburgo                                                             | Lussemburgo                                                             | 1 – 1                                                                   | Bulgaria                                                                | Qual. Mondiali 2018                                                     | -                                                                       | 49’                                                                     |
| 6-9-2018                                                                | Lubiana                                                                 | Slovenia                                                                | 1 – 2                                                                   | Bulgaria                                                                | UEFA Nations League 2018-2019 - 1º turno                                | 2                                                                       | 72’                                                                     |
| 9-9-2018                                                                | Sofia                                                                   | Bulgaria                                                                | 1 – 0                                                                   | Norvegia                                                                | UEFA Nations League 2018-2019 - 1º turno                                | -                                                                       | 83’                                                                     |
| 13-10-2018                                                              | Sofia                                                                   | Bulgaria                                                                | 2 – 1                                                                   | Cipro                                                                   | UEFA Nations League 2018-2019 - 1º turno                                | -                                                                       | 57’                                                                     |
| 16-10-2018                                                              | Oslo                                                                    | Norvegia                                                                | 1 – 0                                                                   | Bulgaria                                                                | UEFA Nations League 2018-2019 - 1º turno                                | -                                                                       | 78’                                                                     |
| 16-11-2018                                                              | Nicosia                                                                 | Cipro                                                                   | 1 – 1                                                                   | Bulgaria                                                                | UEFA Nations League 2018-2019 - 1º turno                                | -                                                                       | 56’                                                                     |
| 10-9-2019                                                               | Dublino                                                                 | Irlanda                                                                 | 3 – 1                                                                   | Bulgaria                                                                | Amichevole                                                              | -                                                                       |                                                                         |
| 11-10-2019                                                              | Podgorica                                                               | Montenegro                                                              | 0 – 0                                                                   | Bulgaria                                                                | Qual. Euro 2020                                                         | -                                                                       |                                                                         |
| 14-10-2019                                                              | Sofia                                                                   | Bulgaria                                                                | 0 – 6                                                                   | Inghilterra                                                             | Qual. Euro 2020                                                         | -                                                                       | 46’                                                                     |
| 14-11-2019                                                              | Sofia                                                                   | Bulgaria                                                                | 0 – 1                                                                   | Paraguay                                                                | Amichevole                                                              | -                                                                       | 46’                                                                     |
| 17-11-2019                                                              | Sofia                                                                   | Bulgaria                                                                | 1 – 0                                                                   | Rep. Ceca                                                               | Qual. Euro 2020                                                         | -                                                                       | 69’                                                                     |
| 3-9-2020                                                                | Sofia                                                                   | Bulgaria                                                                | 1 – 1                                                                   | Irlanda                                                                 | UEFA Nations League 2020-2021 - 1º turno                                | 1                                                                       |                                                                         |
| 6-9-2020                                                                | Cardiff                                                                 | Galles                                                                  | 1 – 0                                                                   | Bulgaria                                                                | UEFA Nations League 2020-2021 - 1º turno                                | -                                                                       | 61’                                                                     |
| 8-10-2020                                                               | Sofia                                                                   | Bulgaria                                                                | 1 – 3                                                                   | Ungheria                                                                | Qual. Euro 2020                                                         | -                                                                       | 79’                                                                     |
| 11-10-2020                                                              | Helsinki                                                                | Finlandia                                                               | 2 – 0                                                                   | Bulgaria                                                                | UEFA Nations League 2020-2021 - 1º turno                                | -                                                                       | 60’                                                                     |
| 14-10-2020                                                              | Sofia                                                                   | Bulgaria                                                                | 0 – 1                                                                   | Galles                                                                  | UEFA Nations League 2020-2021 - 1º turno                                | -                                                                       |                                                                         |
| 11-11-2020                                                              | Sofia                                                                   | Bulgaria                                                                | 3 – 0                                                                   | Gibilterra                                                              | Amichevole                                                              | -                                                                       | 80’                                                                     |
| 15-11-2020                                                              | Sofia                                                                   | Bulgaria                                                                | 1 – 2                                                                   | Finlandia                                                               | UEFA Nations League 2020-2021 - 1º turno                                | -                                                                       | 56’                                                                     |
| 18-11-2020                                                              | Dublino                                                                 | Irlanda                                                                 | 0 – 0                                                                   | Bulgaria                                                                | UEFA Nations League 2020-2021 - 1º turno                                | -                                                                       |                                                                         |
| 1-6-2021                                                                | Ried im Innkreis                                                        | Bulgaria                                                                | 1 – 1                                                                   | Slovacchia                                                              | Amichevole                                                              | -                                                                       | 46’                                                                     |
| 8-6-2021                                                                | Saint-Denis                                                             | Francia                                                                 | 3 – 0                                                                   | Bulgaria                                                                | Amichevole                                                              | -                                                                       | 58’                                                                     |
| 20-3-2025                                                               | Plovdiv                                                                 | Bulgaria                                                                | 1 – 2                                                                   | Irlanda                                                                 | UEFA Nations League 2024-2025 - Play-off                                | -                                                                       | 72’                                                                     |
| 23-3-2025                                                               | Dublino                                                                 | Irlanda                                                                 | 2 – 1                                                                   | Bulgaria                                                                | UEFA Nations League 2024-2025 - Play-off                                | -                                                                       | 60’                                                                     |
| 6-6-2025                                                                | Plovdiv                                                                 | Bulgaria                                                                | 2 – 2                                                                   | Cipro                                                                   | Amichevole                                                              | -                                                                       | 66’                                                                     |
| Totale                                                                  |                                                                         | Presenze                                                                | 27                                                                      |                                                                         | Reti                                                                    | 3                                                                       |                                                                         |

## Palmarès

### Club
- Campionato danese: 1

Midtjylland: 2017-2018
- Coppa di Danimarca: 2

Midtjylland: 2018-2019, 2021-2022

### Individuale
- Giovane calciatore bulgaro dell'anno: 2

2014, 2015